# Copa de Naciones Árabe 1988
La Copa de Naciones Árabe 1988 fue la quinta edición de este torneo de fútbol a nivel de selecciones nacionales organizado por la UAFA y que contó con la participación de 11 selecciones nacionales de África del Norte, África Occidental y el Medio Oriente, una selección más que en la edición anterior, con la inclusión por primera vez de Argelia, aunque jugaron con un equipo universitario, y Arabia Saudita jugó con una selección B. Fue la primera edición en la que se jugó una ronda clasificatoria.
El campeón de las últimas tres ediciones Irak venció a Siria en la final disputada en Amán, Jordania para ganar el título por cuarta vez consecutiva.

## Ronda Clasificatoria
Todos los partidos se jugaron en Argel, Argelia.
| Nación     | J | G | E | P | GF | GC | Pts |
| ---------- | - | - | - | - | -- | -- | --- |
| Argelia    | 2 | 1 | 1 | 0 | 3  | 0  | 3   |
| Túnez      | 2 | 1 | 1 | 0 | 2  | 1  | 3   |
| Mauritania | 2 | 0 | 0 | 2 | 1  | 5  | 0   |

| Equipo 1 | Resultado | Equipo 2 |
| -------- | --------- | -------- |
| Argelia  | 0-0       | Túnez    |

| 13 de diciembre de 1987 | Túnez                      | 2:1 (1:1) | Mauritania |  |  |
|                         | Maaloul 36' · Mahjoubi 90' |           | Seki 16'   |  |  |

| 15 de diciembre de 1987 | Mauritania | 0:3 (0:1) | Argelia                                 |  |  |
|                         |            |           | Boukar 44' · Djahmoun 52' · Dahmani 85' |  |  |

## Fase de grupos
Todos los partidos se jugaron en Amán, Jordania.

### Grupo A
| Nación         | J | G | E | P | GF | GC | GD | Pts |
| -------------- | - | - | - | - | -- | -- | -- | --- |
| Egipto         | 4 | 2 | 2 | 0 | 4  | 0  | +4 | 6   |
| Irak           | 4 | 1 | 3 | 0 | 3  | 1  | +2 | 5   |
| Líbano         | 4 | 1 | 2 | 1 | 2  | 4  | -2 | 4   |
| Túnez          | 4 | 0 | 3 | 1 | 3  | 4  | -1 | 3   |
| Arabia Saudita | 4 | 0 | 2 | 2 | 1  | 4  | -3 | 2   |

| Equipo 1       | Resultado | Equipo 2       |
| -------------- | --------- | -------------- |
| Egipto         | 0-0       | Arabia Saudita |
| Irak           | 1-1       | Túnez          |
| Líbano         | 0-0       | Irak           |
| Arabia Saudita | 1-1       | Túnez          |
| Túnez          | 0-1       | Egipto         |
| Líbano         | 1-0       | Arabia Saudita |
| Arabia Saudita | 0-2       | Irak           |
| Egipto         | 3-0       | Líbano         |
| Túnez          | 1-1       | Líbano         |
| Irak           | 0-0       | Egipto         |

### Grupo B
| Nación   | J | G | E | P | GF | GC | GD | Pts |
| -------- | - | - | - | - | -- | -- | -- | --- |
| Jordania | 4 | 2 | 1 | 1 | 4  | 2  | +2 | 5   |
| Siria    | 4 | 2 | 1 | 1 | 4  | 4  | 0  | 5   |
| Argelia  | 4 | 1 | 2 | 1 | 3  | 3  | 0  | 4   |
| Kuwait   | 4 | 1 | 1 | 2 | 2  | 3  | -1 | 3   |
| Baréin   | 4 | 0 | 3 | 1 | 2  | 3  | -1 | 3   |

| Equipo 1 | Resultado | Equipo 2 |
| -------- | --------- | -------- |
| Jordania | 0-0       | Baréin   |
| Siria    | 1-1       | Argelia  |
| Kuwait   | 1-0       | Jordania |
| Argelia  | 0-0       | Baréin   |
| Baréin   | 1-2       | Siria    |
| Argelia  | 1-0       | Kuwait   |
| Siria    | 1-0       | Kuwait   |
| Jordania | 2-1       | Argelia  |
| Siria    | 0-2       | Jordania |
| Kuwait   | 1-1       | Baréin   |

## Semifinales
| Equipo 1 | Resultado   | Equipo 2 |
| -------- | ----------- | -------- |
| Siria    | 0-0 (4-3 p) | Egipto   |
| Irak     | 3-0         | Jordania |

## Tercer Lugar
| 21 de julio de 1988 | Egipto                      | 2:0 (0:0) | Jordania |  |  |
|                     | Mayhoub 49' · H. Hassan 90' |           |          |  |  |

## Final
| 21 de julio de 1988 | Irak       | 1:1 (1:1, 1:1) (t. s.) (4:3 pen.) | Siria         |  |  |
|                     | Gorgis 34' |                                   | Al-Nasser 33' |  |  |

## Campeón
| Copa de Naciones Árabe 1988 |
| --------------------------- |
| Bandera de Irak             |
| Irak 4º Título              |